# أرت جيلكريست
أرت جيلكريست (بالإنجليزية: Art Gilchrist)‏ هو لاعب كرة قدم أسترالية أسترالي، ولد في 29 أغسطس 1879 في ساوث ملبورن في أستراليا، وتوفي في 27 يونيو 1947 في شاتسوود ‏ في أستراليا.

## وصلات خارجية
- أرت جيلكريست على موقع AustralianFootball.com (الإنجليزية)
- أرت جيلكريست على موقع AFLtables.com (الإنجليزية)